# Гірдал
Гірда́л — гірська вершина у північно-східній частині Великого Кавказу. Знаходиться на півночі Азербайджану.